# ジョーダー
ジョーダー（Jodha, 1416年3月28日 - 1489年4月6日）は、北インドのラージャスターン地方、マールワール王国の君主（在位：1438年 - 1489年）。

## 生涯
1416年3月28日、マールワール王国の君主ラン・マルの息子として、マンドールで誕生した。
1438年、父王ラン・マルが死亡したことにより、王位を継承した。
1459年5月12日、ジョーダーはマンドールから自身の名を冠したジョードプルへと遷都し、居城メヘラーンガル城の建設を開始した。
1489年4月6日、ジョーダーはジョードプルで死亡し、息子のサータルが王位を継承した。